# Manuel Delgado Ollo
Manuel Delgado Ollo   (Rio de Janeiro, 19 de maig de 1955), anomenat Carioco, és un exjugador de waterpolo català, que ocupava la posició de porter.
Fill d'uns immigrants que van anar a viure al Brasil a la dècada dels 50, va tornar a Catalunya amb 9 anys. Format al CN Barceloneta, va guanyar una Copa Catalana, un Campionat d'Espanya (1973) i dues Lligues estatals (1973, 1974). El 1981 passà al CN Montjuïc, on aconseguí un nou títol de Lliga (1984).
Amb la selecció estatal absoluta fou 231 vegades internacional en el període 1975-84. Participà als Jocs Olímpics de Moscou de 1980 on va quedar quart. També participà en dos Jocs Mediterranis, en tres Campionats d'Europa (aconseguint una medalla de bronze el 1983) i en quatre Campionats del Món.
La seva carrera esportiva va quedar estroncada per una greu lesió ocular que va patir en un torneig preparatori pels Jocs Olímpics de Los Angeles de 1984.
El seu fill Adrià també s'ha dedidat al waterpolo i ha estat olímpic.